# Бобри, Владимир
Владимир Бобри (укр. Володимир Бобрі, при рождении Бобрицький; 13 мая 1898, Харьков, Россия — 3 ноября 1986, Нью-Йорк, США) — иллюстратор, гитарист, композитор, преподаватель и историк музыки. Был основателем нью-йоркского общества классической гитары.

## Биография
Владимир Бобрицкий учился в Харьковском императорском художественном училище. В нём он изучал театральное искусство и раннюю иконопись. К 1915 году начал проектировать декорации для Большого драматического театра, внедряя методы театрального дизайнера Гордона Крейга. Во время русской революции Бобрицкий сражался на разных сторонах, прежде чем ему удалось бежать заграницу в 1917 году. Побег был осуществлён по поддельному паспорту, который он сам нарисовал. Сначала Бобрицкий перебрался в Грецию, где рисовал иконы. Позже переехал в Константинополь, где он создавал костюмы и декорации для «Русского балета», рисовал плакаты для фильмов. В 1921 году Бобрицкий перебрался в Нью-Йорк. Там он занялся дизайном для рекламы и иллюстрациями для книг.
С 1948 по 1986 Бобри был директором и редактором профильного издания Guitar Review. В январе 1973 ему был вручён орден Изабеллы Католической.
В профильных изданиях Владимира Бобри называют одним из выдающихся виртуозов игры и деятелей в мире гитарной музыки в двадцатом веке.
Бобрицкий стал арт-директором Saks Fifth Avenue, создавал иллюстрации для Vogue, Vanity Fair и Avon.